# Mi-4
Mi-4 (ros. Ми-4, w kodzie NATO „Hound”) – radziecki śmigłowiec wielozadaniowy opracowany w 1951 roku w biurze konstrukcyjnym Michaiła Leontowicza Mila.

## Historia
Prace nad śmigłowcem Mi-4 rozpoczęły się w 1951 roku. Istotnym impulsem były doświadczenia z wojny koreańskiej, gdzie po raz pierwszy zastosowano śmigłowce transportowo-desantowe. Prototyp oznaczony jako W-4, został oblatany w 1952 roku. Był to pierwszy śmigłowiec ZSRR mogący przewieźć pojazd GAZ-69 w swojej ładowni. Uzyskano taką możliwość poprzez zabudowanie silnika w nosie maszyny i rampy załadunkowej z tyłu. Produkcję seryjną tego śmigłowca rozpoczęto w 1953 roku. Śmigłowiec produkowany był w wielu wersjach, choć konstrukcja była podobna, różniły się one wyposażeniem, przystosowanym do zadań jakie miały wykonywać.
Śmigłowiec produkowany w ZSRR był w następujących wersjach:
- Mi-4A – śmigłowiec desantowy oraz sanitarny
- Mi-4S – udoskonalona wersja śmigłowca Mi-4A
- Mi-4M – śmigłowiec morskiego rozpoznania i zwalczania okrętów podwodnych, wersja wyposażona w magnetometr
- Mi-4ME – wersja eksportowa śmigłowca Mi-4M
- Mi-4T – śmigłowiec morskiego rozpoznania, wyposażony w torpedę do zwalczania okrętów
- Mi-4AB – uzbrojona wersja śmigłowca Mi-4M
- Mi-4P – śmigłowiec pasażerski i sanitarny
- Mi-4L – śmigłowiec pożarniczy
- Mi-4SCH – śmigłowiec rolniczy, przystosowany do nawożenia oraz zwalczania szkodników upraw, także z możliwością gaszenia pożarów
- Mi-4 – śmigłowiec (z urządzeniami do podnoszenia ciężarów), latający dźwig

Śmigłowiec Mi-4ME był produkowany na podstawie licencji w Chinach jako Harbin Z-5.
Łącznie w ZSRR w latach 1953–1969 wyprodukowano 3200 śmigłowców Mi-4 wszystkich wersji, a ponadto w Chinach w latach 1959–1979 wyprodukowano 545 śmigłowców Harbin Z-5.

## Zastosowanie
Śmigłowiec ten użytkowany był zarówno w armiach, jak również w gospodarce cywilnej w następujących krajach: Afganistan, Algieria, Bułgaria, Kuba, Czechosłowacja (później w Czechach i Słowacji), Egipt, Niemiecka Republika Demokratyczna, Irak, Mali, Mongolia, Korea Północna, Jemen Południowy i Północny, Polska, Rumunia, Somalia, Sudan, Syria, a także wersja licencyjna w Albanii i Chinach.
Użyty został w wielu konfliktach zbrojnych m.in.: Węgry (1956), Indie i Pakistan (1961–1962, 1965 i 1970), Irak (1960–1975), Etiopia (1971–1980), Wietnam (1964–1975), Afganistan (1978–1989).

## Mi-4 w Polsce
Helikopter był używany od 1958 roku. Został po raz pierwszy zaprezentowany publicznie w tym samym roku nad Stadionem Dziesięciolecia na zakończenie Dni Lotnictwa. W pierwszej połowie lat sześćdziesiątych w służbie w lotnictwie polskim znalazło się 21 śmigłowców tego typu.
Śmigłowców w wersji desantowej używano w 37 Eskadrze Śmigłowców Transportowych, przekształconej potem w 37 Pułk Śmigłowców Transportowych, 56 Pułku Śmigłowców i po zmianie nazwy w 56 Pułku Lotnictwa Wojsk Lądowych, oraz w 9 Samodzielnej Eskadrze Lotnictwa Transportowego - Łącznikowego KBW a następnie od 1965 w Nadwiślańskiej Brygadzie MSW im. Czwartaków AL stacjonującej w Warszawie (wiropłaty te były zapewne też w dyspozycji WOP-u). Czterech egzemplarzy wersji M z radarem używała w latach 1965–1975 28 Eskadra Ratownicza Marynarki Wojennej. Część maszyn tej wersji dotarła 8 października 1965 r., a klucz śmigłowców ZOP sformowano 14 października tego samego roku. Był to pierwszy typ śmigłowca do wykrywania i zwalczania okrętów podwodnych używany w kraju. Klucz ten używał egzemplarzy o numerach 117 (pierwotnie 1), 021 (2), 617 (6) oraz 71 (7).

## Muzealne Mi-4
Mi-4 jest obecnie eksponatem w Lubuskim Muzeum Wojskowym w Drzonowie (nr taktyczny 314), Muzeum Lotnictwa w Krakowie (wersja A z numerem 511 i M oznaczona jako 617), Muzeum Sił Powietrznych w Dęblinie (nr 1717, wersja morska) oraz w Muzeum im. Orła Białego w Skarżysku Kamiennej (nr 611). Ostatni ze śmigłowców przyleciał do muzeum 19 grudnia 1984 roku. Egzemplarz w wersji A (numer 171) wystawiony jest w miejscowości Sklęczki, zaś niezbyt kompletny kadłub w Góraszce.
Egzemplarze w wersji A były początkowo malowane na zielono, zaś podwozie na niebiesko, potem pojawił się kamuflaż. Śmigłowce morskie otrzymały jednobarwną kolorystykę ciemnej zieleni.

## Opis techniczny

Silnik ASz-82FN eksponowany w MLP w Krakowie

Jednosilnikowy śmigłowiec o układzie jednowirnikowym ze śmigłem ogonowym. Konstrukcja półskorupowa, całkowicie metalowa. Podwozie czteropodporowe stałe. Niektóre egzemplarze wyposażono w płozy lub pływaki. Silnik tłokowy 14-cylindrowy w układzie podwójnej gwiazdy, chłodzony powietrzem ASz-82. Wersje wojskowe posiadały uzbrojenie oraz przyrządy do wykrywania okrętów podwodnych. Wersja pasażerska posiadała fotele dla pasażerów – od 6 do 12. Wersje specjalistyczne posiadały odpowiednie urządzenia, np. wersja rolnicza zbiornik do przewożenia nawozów lub środków ochrony roślin.